# Tom Marsters
Pour les articles homonymes, voir Marsters.
Sir Tom John Marsters, né le 4 août 1945 sur l'atoll de Palmerston, est un homme politique des Îles Cook.

## Biographie

### Formation
Après des études primaires à la Nikao Primary School et l’Avarua Primary School (Rarotonga), il part aux Samoa poursuivre une formation en agriculture à l'Avele Agriculture College. Il intègre plus tard l'Institut technologique de Grimsby (Royaume-Uni).

### Carrière professionnelle
Il fait sa carrière professionnelle essentiellement dans l'administration auprès du ministère de l'Agriculture et de la Pêche, occupant divers postes (directeur des pêcheries, secrétaire général…).

### Parcours politique
Tom Marsters est élu pour la première fois à la députation en 1991, lors d'élections partielles pour la circonscription de Murienua, sous l'étiquette du Parti des îles Cook. Il est ensuite réélu à chaque élection jusqu'en 2013. Il est ministre du gouvernement de Geoffrey Henry dans les années 1990. À ce titre, il est le signataire pour les Îles Cook du protocole de Kyoto en 1997. Il est de nouveau ministre dans le gouvernement de coalition de Jim Marurai en 2004-2005.
Il est chef de l'opposition au Parlement de 2006 à 2010, avant de revenir au gouvernement comme vice-Premier ministre, ministre des Affaires étrangères, et ministre des Ressources minières et naturelles de 2010 à 2013.

### Représentant du monarque
Nommé représentant de la reine aux Îles Cook en juillet 2013, il est reconduit à ce poste en juillet 2016 et en août 2019.
Après le décès d'Élisabeth II, Tom Marsters devient officiellement « représentant du roi ». En mai 2023, il assiste à Londres à la cérémonie de couronnement de Charles III, chef d'État des Îles Cook en sa qualité de roi de Nouvelle-Zélande.

### Vie personnelle
Il est marié à Tuaine (née Tumupu) d'Arorangi et père de six enfants, cinq garçons et une fille.

## Distinctions
En 2018, Tom Marsters est nommé chevalier commandeur de l'ordre de l'Empire britannique (KBE) par la reine Élisabeth II. Son investiture a lieu en novembre, lors d'une cérémonie au palais de Buckingham.